# Anima (DrefGold)
Anima è un singolo del rapper italiano DrefGold, pubblicato il 12 marzo 2021 come unico estratto dalla riedizione del secondo album in studio Elo.

## Tracce
1. Anima – 2:45

## Formazione
- DrefGold – voce
- Drillionaire – produzione
- Daves the Kid – produzione